# 크메르 루주
크메르 루주(프랑스어: Khmers rouges [kmɛʁ ʁuʒ][*], 크메르어: ខ្មែរក្រហម [kʰmae krɑːhɑːm] →붉은 크메르)는 캄푸치아 공산당의 무장 군사조직으로, 당 자체를 지칭하는데 사용되기도 한다. 공산당 정권의 붕괴 이후까지 반군 조직으로 활동했다. 1968년 북베트남의 베트남 인민군에서 떨어져나와 조직되었다. 1973년부터는 이전의 후원자 북베트남 대신 중국의 후원을 받게 되었다. 1975년에서 1979년까지의 캄보디아(민주 캄푸치아)의 여당이었으며, 지도부는 폴 포트, 누온 찌어, 이엥 사리, 손 센, 키우 삼판이었다. 베트남 전쟁 당시에는 미국이 이끄는 반공전선에 맞서 북베트남, 베트콩, 파테트라오와 연합 제휴했다.

## 역사
크메르 루주는 자신들의 이념을 인민 전체에게 강요하면서 일으킨 집단학살(일명 킬링필드)의 주동세력으로 악명높다. 학살행위 이외에도 크메르 루주의 농업개혁은 심각한 기아를 발생시켰으며, 의약품이 부족해 수천 명이 학질에 걸려 죽어갔다. 무차별적인 처형과 고문이 난무했으며, 이들이 정권을 잡은 4년간의 행위는 집단살해의 정의를 충분히 충족한다고 판단된다.
크메르 루주는 1977년 과거의 동맹이었던 베트남에 대한 대규모 군사행동을 실시했다. 그러나 오히려 베트남에게 철저하게 패배하여 1979년 실각한다(베트남-캄보디아 전쟁). 이후 캄보디아에는 베트남의 괴뢰정권인 캄푸치아 인민공화국이 세워졌다. 크메르 루주는 망명정부를 건립하며 괴뢰정권에 대항하는 정통정권으로서 1993년까지 국제연합 의석을 유지했다. 그러나 1993년 노로돔 시아누크 국왕이 왕정복고하자 정통정권의 지위도 빼앗기고 일개 반군으로 전락했다. 이듬해 크메르 루주 수 천명은 밀림에서 기어나와 항복했다. 1996년에 전 크메르 루주 지도자인 이엥 사리가 민주국가통합운동이라는 정당을 조직했다. 항복하지 않고 남아 있던 크메르 루주는 1990년대 중반을 지나며 거의 와해되었고, 1999년 신정부군에 완전히 항복하여 그 역사에 종언을 고했다.

## 같이 보기
- 냉전
- 캄보디아의 역사
- 킬링필드
- 메뉴 작전